# (2091) Sampo
(2091) Sampo ist ein Asteroid des Hauptgürtels, der am 26. April 1941 von dem finnischen Astronomen Yrjö Väisälä in Turku entdeckt wurde. 
Der Name des Asteroiden ist nach dem magischen Artefakt Sampo gewählt, das in dem finnischen Nationalepos Kalevala erwähnt wird. Das Artefakt sollte der Sage nach jede Art von Glück erschaffen können.